# Juan de la Cruz Ignacio Moreno y Maisonave

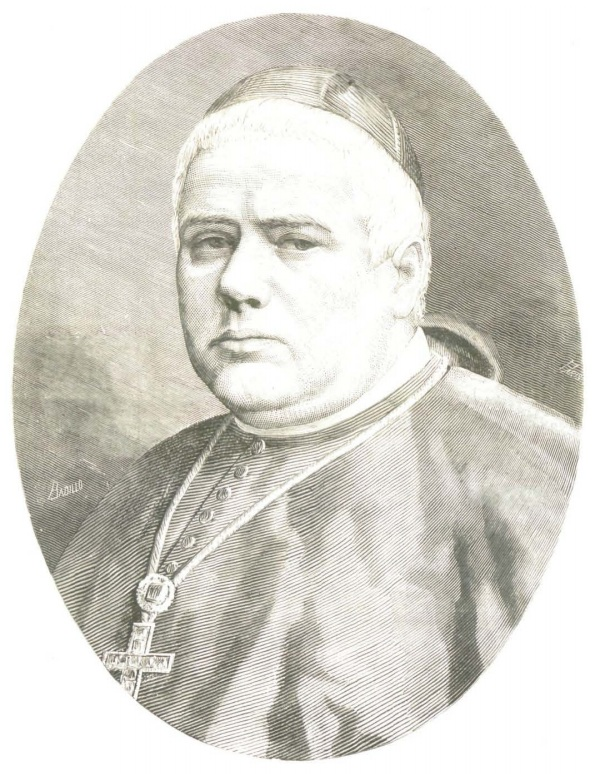
Juan de la Cruz Ignacio Kardinal Moreno y Maisonave

Juan de la Cruz Ignacio Moreno y Maisonave (* 24. November 1817 in Guatemala; † 28. August 1884 in Madrid) war ein spanischer Kardinal französischer Herkunft der Römischen Kirche, der zuletzt zwischen 1875 und 1884 Erzbischof von Toledo war.

## Leben

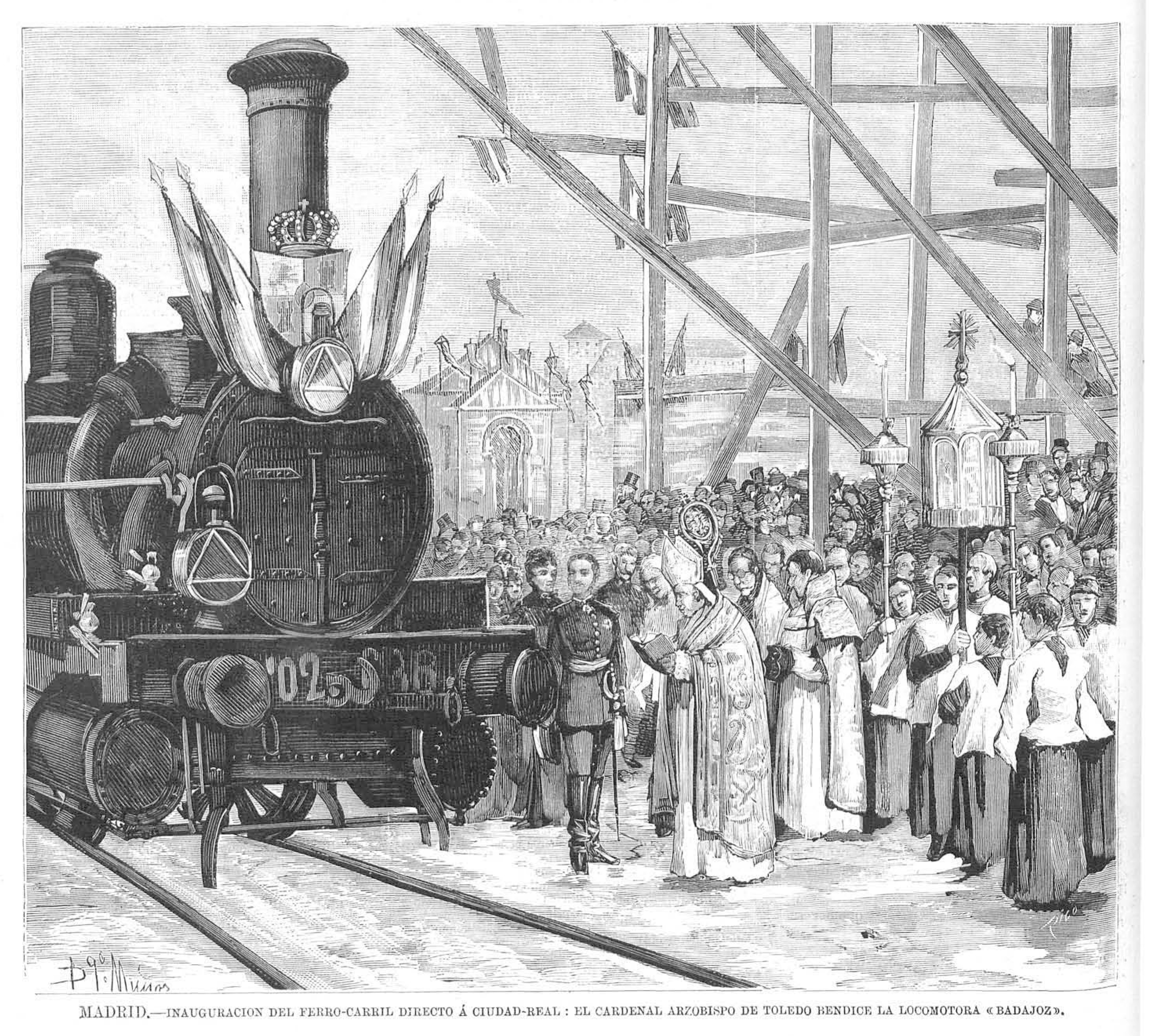
Kardinal Moreno y Maisonave segnet dei Lokomotive «Badajoz» der neuen Eisenbahnlinie nach Ciudad Real 1879

Er war der Sohn von Miguel Moreno y Morán de Butrón (1782–1851), gebürtig aus Guayaquil, und dessen Ehefrau Dolores Maisonave, die aus Cádiz stammte und deren Vater Franzose war. Ein früherer Verwandter war Toribio de Mogrovejo, der heiliggesprochene dritte Erzbischof von Lima. Sein Cousin Gabriel García Moreno (1821–1875) war später Präsident von Ecuador.
Die Familie verließ 1823 Guatemala nach dem Sieg der Unabhängigkeitsbewegung, doch sah er zeitlebens Guatemala als seine Heimat an. Nach einem kurzen Aufenthalt in Schottland begab die Familie sich nach Spanien. Der Vater war Abgeordneter der Cortes von Cádiz und Staatsbeamter. Seine Ausbildung erfolgte in Breenock in Schottland (1823), in Puerto de Santa María in Spanien (1825), dann in Valencia (1830), ferner 1834 am Jesuitenkolleg in Madrid und schließlich an der Universidad Central von Madrid, wo er am 7. August 1842 den akademischen Grad eines Doctor iuris utriusque erlangte. Von März 1844 bis 1849 war er Professor der Rechte (Notariado) an der Universidad Central.
Juan de la Cruz Ignacio Moreno y Maisonave empfing am 1. Juli 1849 die Priesterweihe. Nachdem er am 1. August 1857 zum Bischof von Oviedo erwählt und am 25. August 1857 bestätigt worden war, spendete ihm am 8. Dezember 1857 der Erzbischof von Toledo Cirilo de Alameda y Brea die Bischofsweihe; Mitkonsekratoren waren der Erzbischof von Santiago de Cuba Antonius Maria Claret und Fernando de la Puente y Primo de Rivera, Erzbischof von Burgos. Im Anschluss wurde er am 25. April 1863 zum Erzbischof von Valladolid erwählt und am 1. Oktober 1863 bestätigt, woraufhin er am 10. Januar 1864 dieses Amt antrat.
Beim Konsistorium vom 13. März 1868 wurde er von Papst Pius IX. zum Kardinal erhoben und wurde als solcher am 22. November 1869 zum Kardinalpriester von Santa Maria della Pace berufen. Er nahm als Konzilsvater vom 8. Dezember 1869 bis zum 20. Oktober 1870 am Ersten Vatikanischen Konzil teil und wurde am 4. Juni 1875 zum Erzbischof von Toledo erwählt und am 5. Juli 1875 als solcher bestätigt. Nach dem Tode von Papst Pius IX. am 7. Februar 1878 nahm er vom 18. bis 20. Februar 1878 am Konklave teil, das Vincenzo Gioacchino Kardinal Pecci als Papst Leo XIII. wählte.
Er verblieb im Erzbistum Toledo bis zu seinem Tode. Beigesetzt wurde er in der Kathedrale von Toledo.